# Marvão
Marvão je obec v Portugalsku, rozkládající se na skalním ostrohu pohoří Serra de São Mamede. Nachází se téměř na hranici se Španělskem.
Její jméno je odvozeno od muslimského panovníka z 8. století Ibn Marwana. Vybudoval zde pevnost, hrad Marvão, která se stala jeho mocenskou základnou, když se snažil ovládnout portugalské území. V průběhu dalších století byly hrad i vesnice dále opevňovány, zejména za vlády Sancha II. a Dinise I.
Obec se od roku 2000 uchází o zápis do Seznamu světového dědictví UNESCO.

## Externí odkazy

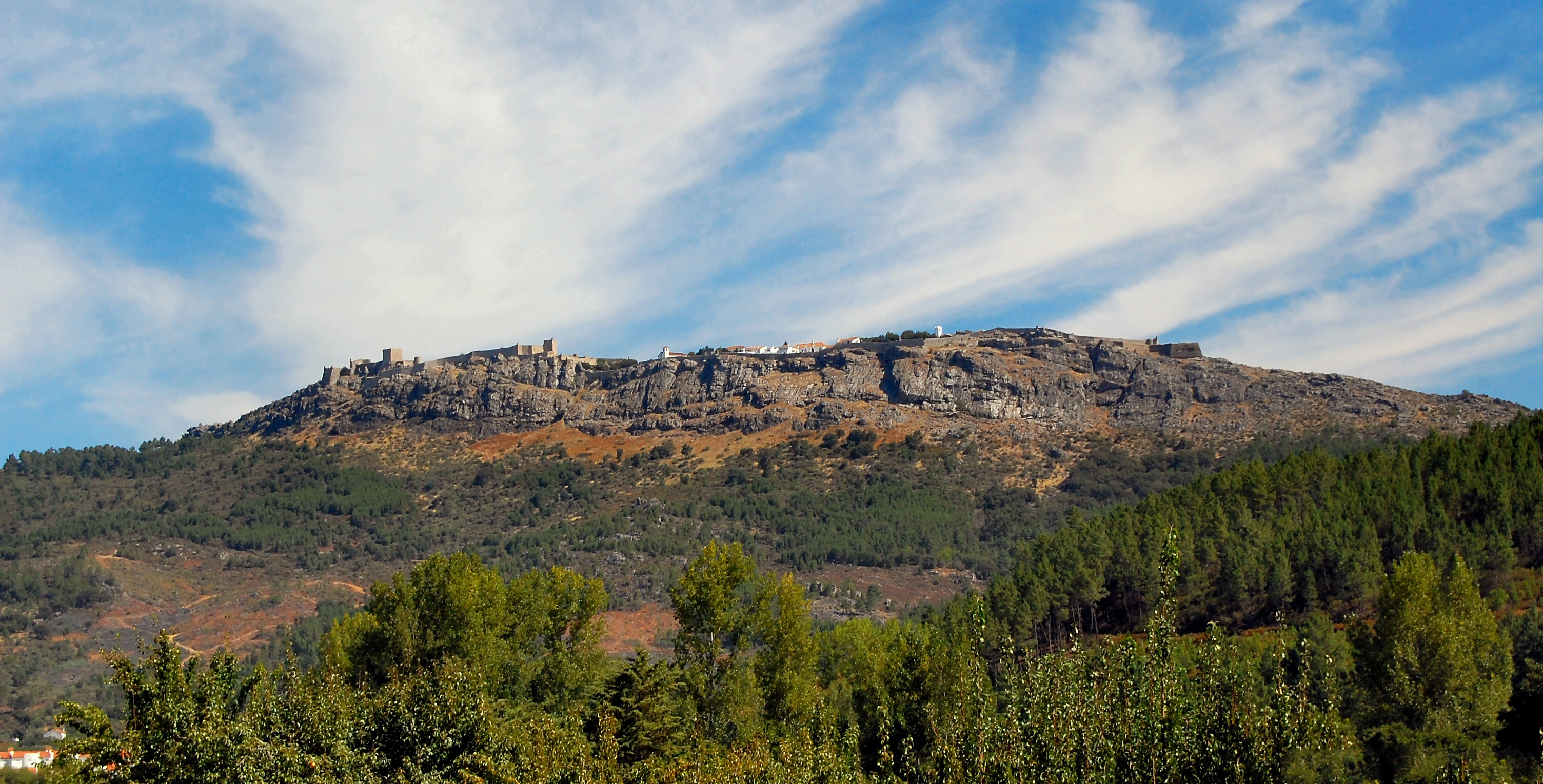
Panoramatický pohled od jihu